# Angus Maddison
Angus Maddison (* 6. Dezember 1926 in Newcastle upon Tyne; † 24. April 2010 in Neuilly-sur-Seine) war ein britischer Ökonom und Professor an der Reichsuniversität Groningen. Sein Spezialgebiet waren Messung und Analyse des wirtschaftlichen Wachstums.

## Leben und Wirken
Maddison besuchte von 1938 bis 1944 in Darlington die Grammar School (heute Queen Elizabeth Sixth Form College) und von 1945 bis 1948 das Selwyn College (Cambridge). 1948 und 1949 war er Pilot der Royal Air Force. Ab 1949 studierte er an den Universitäten McGill und Johns Hopkins. Ein Jahr lang lehrte er an der Universität St. Andrews und promovierte anschließend.
Im Jahr 1953 kam Maddison zur Organisation für europäische wirtschaftliche Zusammenarbeit (OEEC) und wurde dort später Chef der Abteilung Wirtschaft.
1963, nach der Umwandlung der Gesellschaft zur Organisation für wirtschaftliche Zusammenarbeit und Entwicklung (OECD), wurde Maddison stellvertretender Direktor (Assistant Director) der Abteilung für wirtschaftliche Entwicklung. Ab 1966 war er als freier Politik-Berater tätig, u. a. für die Regierungen von Ghana und Pakistan. 1969 bis 1971 arbeitete er am Harvard University Centre for International Affairs. 1978 wurde er zum Professor für Geschichte an der Reichsuniversität Groningen berufen.
Maddison war ein Pionier auf dem Feld der Konstruktion Volkswirtschaftlicher Gesamtrechnungen, bei der die Werte über Jahrzehnte zurückgerechnet werden bis zum Jahr 1. Er kombinierte verschiedene Forschungstechniken, um das Bruttoinlandsprodukt pro Kopf eines Landes auch für die Vergangenheit zu ermitteln. Seine Arbeiten führten zu einem besseren Verständnis der Gründe, warum einige Länder reich geworden und andere arm geblieben sind.
Er veröffentlichte eine maßgebliche Untersuchung über das wirtschaftliche Wachstum Chinas in den letzten 2000 Jahren, welche die historische Debatte über Stärken und Schwächen Europas und Chinas als zwei der führenden Weltwirtschaftsmächte stark befördert hat. Seine Schätzungen über das Pro-Kopf-Einkommen des Römischen Reiches bauten auf den Pionierarbeiten von Keith Hopkins und Raymond W. Goldsmith auf.
Die wirtschaftliche Entwicklung der ganzen Welt fasste er zusammen in The World Economy: Historical Statistics und The World Economy: A Millennium Perspective.
Maddison lebte in Thourotte in Nordfrankreich und hatte stets enge Verbindungen zur Universität von Groningen und war dort einer der Hauptbegründer des Groningen Growth and Development Centre, einer Forschungsgruppe in der Fakultät für Wirtschaft mit Schwerpunkt auf wirtschaftlicher Langzeit-Entwicklung. Die von Maddison und seinen Kollegen aufgebauten Datenbanken, die inzwischen alle Länder der Welt umfassen, sind eine der bedeutendsten Quellen für die Langzeit-Analyse wirtschaftlichen Wachstums und werden von Forschern aus aller Welt genutzt.
Zu seinem achtzigsten Geburtstag wurde Maddison der Orden von Oranien-Nassau verliehen, und 2007 erhielt er die Ehrendoktorwürde der japanischen Hitotsubashi-Universität. 1996 war er zum Mitglied der American Academy of Arts and Sciences gewählt worden. Seit 1994 war er korrespondierendes Mitglied der British Academy.
Angus Maddison starb am 24. April 2010 im Amerikanischen Krankenhaus Paris in Neuilly-sur-Seine.

## Werke
- Monitoring the World Economy 1820-1992. OECD, Paris 1995, ISBN 92-64-14549-4.
- Class Structure and Economic Growth: India and Pakistan since the Moghuls. 1971.
- The World Economy: A Millennial Perspective.
- The World Economy: Historical Statistics.
- Chinese Economic Performance in the Long Run. Development Centre Studies.
- Autobiographie Confessions of a Chiffrephile. (PDF; 101 kB)